# 19e cérémonie des Golden Horse Film Festival and Awards
La 19e cérémonie des Golden Horse Awards a eu lieu en 1982. 

## Palmarès

### Meilleur film
- The Battle for the Republic of China (en)

### Meilleur réalisateur
- Alex Cheung Kwok-ming pour Man on the Brink

### Meilleur acteur
- Eddie Chan pour Man on the Brink

### Meilleure actrice principale
- Wang Ping pour Tiger Killer

### Meilleur rôle secondaire masculin
- Ku Feng pour Tiger Killer